# Utopisk roman
Utopisk roman betegner en roman, hvis handling overvejende finder sted i lande, der ikke eksisterer. Utopiske romaner forholder sig typisk satirisk til samtidens eksisterende samfund. De startede med at være skildringer af idealsamfund. På dansk er Ludvig Holbergs Niels Klims underjordiske Rejse et typisk eksempel. I nyere tid har det udviklet sig til at man skildrer rædselssamfund, man kalder det dystopisk roman.